# ديبورا مور
ديبورا مور (بالإنجليزية: Debora Moore)‏ هي فنانة زجاجية ‏ أمريكية، ولدت في 1960 في سانت لويس في الولايات المتحدة.